# Jüdischer Friedhof (Lage)
Der Jüdische Friedhof liegt an der Flurstraße in Lage nahe Ecke Lemgoer Straße. In früheren Zeiten verlief hier ein Hohlweg von Lage nach Lemgo. Das Gelände wurde in den Jahren 1862/62 von der Synagogengemeinde Lage vermessen und eine Größe von 3004 m² registriert. Auf dem Friedhof wurden Juden der Gemeinden Lage und Heiden bestattet. Fünf Grabsteine der Familie Hamlet aus Heiden sind durch Wacholderbüsche vom Rest des Friedhofs abgetrennt.
Auf ihm stehen heute noch rund 100 Mazewot, überwiegend mit Rundbogenabschluss, einige mit Palmetten. Die Inschriften sind teilweise in hebräischer, teilweise in deutscher Sprache. Der Friedhof ist von einer Hecke umgeben, der Baumbewuchs besteht aus Birken und einem alten Wacholderbaum.
Am Eingang stehen zwei Gedenktafeln aus den Jahren 1984 und 1994.

## Geschichte
Der älteste urkundliche Nachweis ist ein Messbuch von Johann Rudolf Heimburg aus dem Jahr 1771, in dem der Friedhof eingezeichnet ist. Tatsächlich dürfte der Friedhof aber älter sein. Nach mündlichen Überlieferungen soll es im Jahr 1936 einen 350 Jahre alten Grabstein gegeben haben.
Im Sommer 1935 ist der Friedhof von Angehörigen der SS geschändet worden, einige Grabsteine sind dabei zerstört worden. Von dem Vorfall wurde sogar im Ausland berichtet, weswegen der Friedhof bald darauf wieder in Ordnung gebracht wurde. Im Zweiten Weltkrieg sind auf dem Friedhof Leichen russischer Kriegsgefangener aus der Zuckerfabrik Lage bestattet worden, die später nach Stukenbrock umgebettet wurden. Im August 1938 verkaufte die Jüdische Gemeinde Lage einen Teil des Geländes an den Anwohner Gustav Sigges, der die Grabsteine in den anderen (oberen) Teil umsetzen und die beiden Teilstücke durch eine Hecke abgrenzen sollte. Der Restteil mit einer Größe von 1789 m² wurde am 15. Januar 1941 von der Stadt Lage zum Bau einer (nicht realisierten) Umgehungsstraße erworben. 1952 musste die Stadt den Friedhof an die Jewish Trust Corporation zurückgeben. Der Friedhof wurde dazu von der Stadt wieder hergerichtet.
Im Oktober 1988 wurde der Friedhof erneut geschändet und etliche Grabsteine durchgebrochen.
Seit 1984 findet am 9. November jährlich eine Gedenkfeier auf dem Friedhof statt. Der nördliche Teil wurde am 2. Juli 1992 als Baudenkmal unter Denkmalschutz gestellt. Auf dem südlichen Teil war zeitweise eine Neubebauung mit Wohnhäusern vorgesehen. Dank einer Bürgerinitiative konnten diese Pläne abgewendet und der Denkmalschutz 2003 auf das gesamte Friedhofsgelände erweitert werden.